# Большекалмыкское сельское поселение
Большекалмыкское муниципальное образование — упразднённое муниципальное образование в составе Киреевского района Тульской области России.
Административный центр — деревня Большие Калмыки.
Законом Тульской области от 1 апреля 2013 года № 1920-ЗТО, муниципальные образования рабочий посёлок Бородинский и Большекалмыкское преобразованы, путём объединения, в Бородинское муниципальное образование.

## География
Большекалмыкское МО находится в западной части Киреевского района Тульской области и граничит с юго-запада с Приупским МО Киреевского района, с юга с Богучаровским МО Киреевского района, с востока с Дедиловским МО Киреевского района, с северо-востока с Новосельским МО Киреевского района, с северо-запада с Ленинским районом Тульское области.
Площадь Большекалмыкского МО — 16 080 га.

## Населённые пункты
В состав сельского поселения входят:
- сёла: Долгое, Панино, Пятницкое.
- посёлки: Гвардейский, Интернациональный, Красногвардейский, Стахановский, Строительный, Трудовой, Фатеево.
- деревни: Анненки, Бахметьево, Большие Калмыки, Большое Зуево, Бородино, Бредихино, Голубовка, Демидовка, Дубовка, Дубровка, Замятино, Казаринка, Каменка, Круглое, Крутое, Малые Калмыки, Марьино, Мокрышевка, Мясновка, Никольское, Новая Вьёвка, Озерки, Пигасово, Плеханово, Плехановские Выселки, Подосинки, Рублёвка, Сергиевское, Солосовка, Старая Вьёвка, Трушкино, Улановка, Хомяковка, Хрущёвка.